# Mary Critchett
Mary Critchett (d. 1729), o primeiro nome as vezes também é grafado como Maria e último como Crichett ou Crickett, foi uma pirata inglesa condenada por pirataria. Ela é mais conhecida por ser uma das quatro piratas do gênero feminino da Época Dourada da Pirataria.

## História
Seis prisioneiros - "Edmund Williams, George Caves, George Cole alias Sanders, Edward Edwards, Jeremiah Smith e Mary Critchett" - foram transportados da Inglaterra para Virgínia no final de 1728 para trabalhar fora de suas sentenças. Em 12 de maio de 1729, eles escaparam e dominaram a tripulação de dois homens da chalupa John e Elizabeth. Critchett segurou os prisioneiros no porão do navio, sentado na escotilha para evitar sua fuga.. Eles lançaram os prisioneiros alguns dias depois sobre as objeções de Critchett, que temiam que os dois alertasvam as autoridades. Os piratas navegaram na Baía de Chesapeake, mas antes que pudessem atacar outros navios, eles foram capturados pelo HMS Shoreham sob o Capitão Long. Retornaram-se à Virgínia, onde foram julgados em agosto de 1729 em Williamsburg, condenados por pirataria e ao enforcamento.